# SMS Gneisenau (1906)
SMS Gneisenau – niemiecki krążownik pancerny z okresu I wojny światowej. Bliźniaczą jednostką był SMS "Scharnhorst". Oba okręty zostały zatopione w bitwie koło Falklandów 8 grudnia 1914. Okręt został nazwany imieniem niemieckiego marszałka z okresu wojen napoleońskich Augusta von Gneisenau.

## Historia
Stępkę pod „Gneisenau” położono w grudniu 1904 w bremeńskiej stoczni Waserwerft. Wodowanie okrętu miało miejsce 14 czerwca 1906, a oddanie do służby 6 marca 1908. Po wejściu do służby wraz z bliźniaczym „Scharnhorstem” stanowił trzon Wschodnioazjatyckiej Eskadry Krążowników stacjonującej w chińskim porcie Qingdao.
Wraz z wybuchem I wojny światowej okręty eskadry pod dowództwem admirała von Spee rozpoczęły działania przeciwko alianckiej żegludze w rejonie Pacyfiku. 1 listopada 1914 okręty wzięły udział w zwycięskiej bitwie pod Coronelem, zatapiając dwa brytyjskie krążowniki pancerne HMS „Good Hope” i HMS „Monmouth”. Po przejściu cieśniny Magellana okręty dotarły 8 grudnia 1914 do Falklandów, gdzie napotkały silny zespół brytyjski składający się m.in. z krążowników liniowych HMS „Invincible” i HMS „Inflexible”. Doszło do bitwy koło Falklandów, w wyniku której zostały zatopione 4 niemieckie krążowniki w tym „Scharnhorst” i „Gneisenau”. Większość załogi „Gneisenau” zginęła, a nieliczni ocaleni zostali uratowani przez brytyjskie okręty.